# 24149 Raghavan
24149 Raghavan este un asteroid din centura principală de asteroizi.

## Descriere
24149 Raghavan este un asteroid din centura principală de asteroizi. A fost descoperit pe 15 noiembrie 1999 la Socorro, New Mexico, în cadrul proiectului LINEAR. Asteroidul prezintă o orbită caracterizată de o semiaxă mare de 2,59 ua, o excentricitate de 0,13 și o înclinație de 4,6° în raport cu ecliptica.